# Luka Rocco Magnotta
Luka Rocco Magnotta  (* 24. Juli 1982 in Scarborough, Ontario als Eric Clinton Kirk Newman), auch bekannt unter den Pseudonymen Vladimir Romanov oder Mattia Del Santo, ist ein verurteilter kanadischer  Mörder, Tierquäler und ehemaliger Pornodarsteller. Er wurde 2014 zu einer lebenslangen Freiheitsstrafe verurteilt.

## Leben
Magnotta begann seine Karriere als Darsteller in Pornofilmen im Jahre 2003. Er betätigte sich ebenfalls gelegentlich als Stripper und professioneller Begleiter. Ein Jahr später wurde er in Toronto wegen Betrugs zu einer Bewährungsstrafe verurteilt. Er hatte unter anderem mit der Kreditkarte einer Frau 16.500 kanadische Dollar ausgegeben. 2005 war er unter dem Pseudonym „Jimmy“ als Model in einer Ausgabe des an homosexuelle Männer gerichteten Torontoer Magazins fab zu sehen. 2007 bewarb er sich für die Fernsehserie COVERguy.
Magnotta veröffentlichte mehrere Videos auf YouTube, in denen er Katzen tötete. Aus diesem Grund versuchten ihn bereits mehrere Internetnutzer und Tierschützer ausfindig zu machen und der Polizei auszuliefern. Die Suche erstreckte sich über zwei Jahre. Immer wieder wurden dabei Hinweise an die Polizei geliefert. Die Tierschützer konnten seinen Wohnsitz in Toronto ausfindig machen, jedoch stellte sich heraus, dass er dort nicht mehr wohnte.

## Mord
Magnotta lockte in Montreal den 32-jährigen chinesischen Studenten Jun Lin in seine Wohnung, ermordete ihn und zerstückelte anschließend dessen Leiche. Er hatte die Tat gefilmt, ins Internet gestellt und Leichenteile an politische Parteien in Kanada versendet. Danach floh er nach Paris und von dort nach Berlin. Am 4. Juni 2012 wurde er dort in einem Internetcafé vom Besitzer erkannt, welcher anschließend die Polizei rief. Nach Magnottas Festnahme wurde er an Kanada ausgeliefert.
Im Dezember 2014 wurde er schuldig gesprochen. Nach kanadischem Recht zieht ein Schuldspruch in einem Mordfall eine Gefängnisstrafe von mindestens 25 Jahren nach sich. Der Richter verurteilte ihn zu lebenslanger Freiheitsstrafe mit der Möglichkeit einer Bewährung nach 25 Jahren Haft.

## Filme
Die Geschichte der Internetnutzer, die Magnotta aufgrund der Tierquälerei ausfindig machen wollten, und der polizeilichen Ermittlungen wurde von Netflix als Dokumentarfilm mit dem Titel Don’t F**k with Cats – Die Jagd nach einem Internet-Killer produziert und wurde am 18. Dezember 2019 als Serie in drei Folgen veröffentlicht.
Der am 7. April 2024 erstausgestrahlte ARD-Tatort: Schau mich an ist ebenfalls durch den hier beschriebenen Kriminalfall inspiriert.